# Hjalmar Heerup
Hjalmar Heerup (født 14. april 1886 Frederiksværk, død 18. november 1961 Odense) var en dansk fodboldspiller.
Heerup spillede halfback i AB og vandt guldmedalje med det uofficielle danske hold (bestående af spillere fra KBU) i OL 1906. 
Efter sin studentereksamen 1904 fra Frederiksborg Gymnasium læste Heerup til læge på Københavns Universitet. Han arbejdede som læge på Færøerne 1915-1930 og i Odense 1930-1956.